# Магнолия лилиецветная
Магнолия лилиецветная (лат. Magnolia liliiflora) — вид цветковых растений, входящий в род Магнолия (Magnolia) семейства Магнолиевые (Magnoliaceae).
Легко гибридизирует с другими видами магнолий; используется для подвоя.

## Распространение и экология
В природе ареал вида охватывает Китай (провинции Хубэй, Сычуань).
Культивируется на южном берегу Крыма и на Черноморском побережье Кавказа; известна во Львове и в Одессе.
В течение многих лет успешно культивируется в Волгоградском региональном ботаническом саду, регулярно цветёт, плодов не образует, в высоту до 3 метров.

## Ботаническое описание
Кустарник высотой 2—3 (до 5) м с шаровидной, несколько растянутой в стороны кроной, с ветвями, сильно переплетёнными между собой, покрытыми светло-серой гладкой корой. Побеги сперва на верхушках опушённые, затем голые, к зиме тёмно-зелёные, на освещенной стороне бурые, с редкими чечевичками.
Почки зеленоватые, длинно мягко опушённые. Листья широкоэллиптические или обратнояйцевидные, длиной 15—20 см, шириной 8—10 см, коротко и тупо заострённые на вершине, с клиновидным основанием, голые, сверху тёмно-зелёные, снизу бледно-зелёные, с рельефно выступающими жилками.
Цветки узкобокаловидные, диаметром 3—4 см, почти без аромата, красно-малиновые снаружи и белые или почти белые внутри, на коротких толстых цветоножках; долей околоцветника 6—9, из них наружные ланцетные, длиной 2,5—3 см, шириной 0,8—1 см, внутренние продолговато-обратнояйцевидные, выпуклые, длиной 9,5—10,5 см, шириной 2,5—3,5 см.
Плод — цилиндрическая, винно-красная сборная листовка длиной до 9 см.
Цветение в марте — апреле, почти одновременно с распусканием листьев, нередко дает одиночные цветки летом и осенью. Плодоношение в октябре —ноябре.

## Таксономия
Вид Магнолия лилиецветная входит в род Магнолия (Magnolia) подсемейства Магнолиевые (Magnolioideae) семейства Магнолиевые (Magnoliaceae) порядка Магнолиецветные (Magnoliales).
|  |                                      |  |                                                             |                                                             |                       |  | ещё 5 семейств (согласно Системе APG II) | ещё 5 семейств (согласно Системе APG II)               |                                                        |  |  |  | род Манглиетия | род Манглиетия            |  |  |
|  |                                      |  |                                                             |                                                             |                       |  | ещё 5 семейств (согласно Системе APG II) | ещё 5 семейств (согласно Системе APG II)               |                                                        |  |  |  | род Манглиетия | род Манглиетия            |  |  |
|  |                                      |  |                                                             | порядок Магнолиецветные                                     |                       |  |                                          |                                                        | подсемейство Магнолиевые                               |  |  |  |                | вид Магнолия лилиецветная |  |  |
|  |                                      |  |                                                             | порядок Магнолиецветные                                     |                       |  |                                          |                                                        | подсемейство Магнолиевые                               |  |  |  |                | вид Магнолия лилиецветная |  |  |
|  | отдел Цветковые, или Покрытосеменные |  |                                                             |                                                             | семейство Магнолиевые |  |                                          |                                                        | род Магнолия                                           |  |  |  |                |                           |  |  |
|  | отдел Цветковые, или Покрытосеменные |  |                                                             |                                                             |                       |  |                                          |                                                        |                                                        |  |  |  |                |                           |  |  |
|  |                                      |  | ещё 44 порядка цветковых растений (согласно Системе APG II) | ещё 44 порядка цветковых растений (согласно Системе APG II) |                       |  |                                          | подсемейство Liriodendroidae (согласно Системе APG II) | подсемейство Liriodendroidae (согласно Системе APG II) |  |  |  | ещё 239 видов  |                           |  |  |
|  |                                      |  |                                                             | ещё 44 порядка цветковых растений (согласно Системе APG II) |                       |  |                                          |                                                        | подсемейство Liriodendroidae (согласно Системе APG II) |  |  |  |                |                           |  |  |